# John Digby

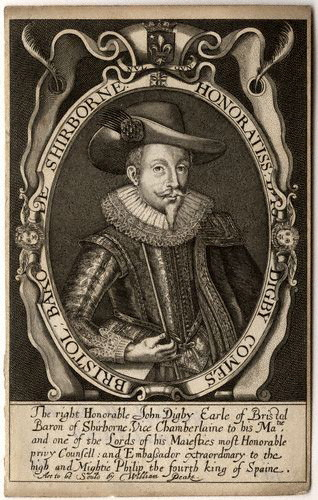
John Digby, grabado de Reginold Elstrack.

John Digby (1580-París, 16 de enero de 1653), primer conde de Bristol, fue un político y diplomático inglés.

## Biografía
Hijo de George Digby y de Abigail Henningham, fue educado en el Magdalene College de la Universidad de Cambridge. En 1605 entró al servicio del rey Jacobo I, que dos años después le nombró caballero.
En 1611 fue enviado como embajador a Madrid, cargo en el que se mantendría hasta 1624; en 1616 fue nombrado vicechambelán y miembro del consejo privado del rey inglés, y en 1618 fue hecho lord. En el desempeño de sus funciones en la embajada tuvo una participación destacada en la organización del matrimonio entre el príncipe de Gales Carlos Estuardo y la infanta española María Ana de Austria; la boda, que finalmente se concertó mediante el Tratado de Madrid de 1623, se frustró inmediatamente después. En 1624 Digby fue relevado de su puesto y juzgado por su actuación; fue relegado de los círculos oficiales, retirándose a su Castillo de Sherborne, y tras la muerte de Jacobo I y su sucesión por Carlos I, en 1628 fue aprisionado en la Torre de Londres, donde permanecería hasta que poco después se acogiera a la petición de derechos aprobada ese mismo año por el Parlamento.
En los años siguientes, permaneció apartado de la política hasta 1640, en que formó parte del Parlamento Largo. Durante la primera guerra civil inglesa tomó el partido de los realistas, pero en la compleja situación por la que Gran Bretaña pasaba en esa época, sus propuestas de buscar un acuerdo de paz chocaron con las posturas beligerantes de sus compañeros de partido; en 1646 fue desterrado, marchando al exilio a Francia, donde murió en 1653, a los 73 años de edad.
De su matrimonio con Beatrice Walcott tuvo cuatro hijos: George, político y su sucesor en sus títulos de nobleza, John, general de caballería, Abigail y Mary.